# Saints & Sinners (Flogging Molly)
Saints & Sinners è un singolo del gruppo musicale statunitense Flogging Molly, pubblicato nel 2011.

## Tracce
1. Saints & Sinners – 3:31
2. Saints & Sinners (versione acustica) – 3:49